# Flippin (Arkansas)
Flippin est une ville située dans l’État américain de l'Arkansas, dans le comté de Marion.

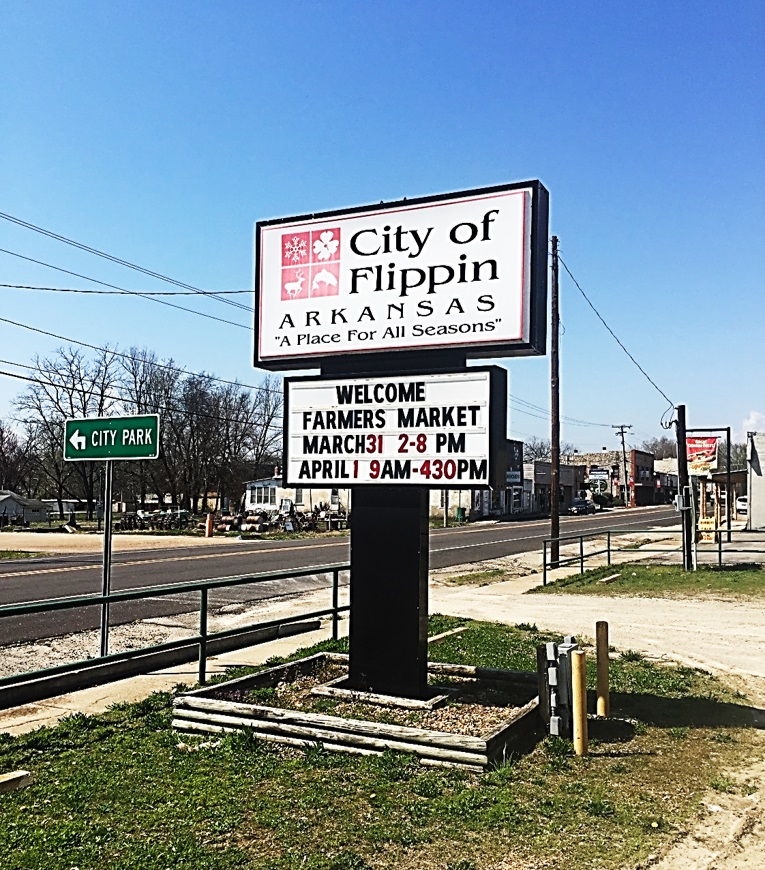
Panneau devant la mairie de Flippin